# Асоціація польських кінематографістів
Асоціація польських кінематографі́стів (пол. Stowarzyszenie Filmowców Polskich) — громадська організація, яка об'єднує польських кінематографістів (режисерів, сценаристів, аніматорів, кінокритиків та ін.). Утворена 1966 року.
Головною ціллю організації є захист інтересів кінематографістів. Завдяки старанням Асоціації було ухвалено закон про кінематографію та зміни до авторського права.
Кожні чотири роки відбувається з'їзд Асоціації, на якому обирають Президента та Правління Асоціації. Офіс Асоціації знаходиться у Варшаві на вулиці Краківське передмістя.
Асоціація відкрила першу в Польщі мережу арт-хаусних кінотеатрів. Перші з них Kultura у Варшаві та Polonia у Лодзі.
Асоціація є одним з співорганізаторів багатьох польських кінофестивалів, зокрема Краківського кінофестивалю, Кінофестивалю у Гдині, та ін.

## Президенти
- 1966–1978: Єжи Кавалерович — співзасновник і перший президент
- 1978–1981: Анджей Вайда
- 1983–1990: Януш Маєвський
- 1990–1994: Ян Кідава-Блонський
- 1994–1996: Єжи Домарадзький
- od 1996: Яцек Бромський